# 克勒拉希縣
克勒拉希縣（羅馬尼亞語：Județul Călărași）是羅馬尼亞南部的一個縣。南以多瑙河與保加利亞相望。面積5,088平方公里，2011年時人口為285,050人，人口密度為每平方公里56.02人。首府克勒拉希。
下設2市、3镇、50鄉。